# ÖNORM

Logo der ÖNORM

Eine ÖNORM ist eine von Austrian Standards International veröffentlichte nationale österreichische Norm.

## Definition einer Norm
„Eine Norm ist ein Dokument, das mit Konsens erstellt und von einer anerkannten Institution angenommen wurde und das für die allgemeine und wiederkehrende Anwendung Regeln, Leitlinien oder Merkmale für Tätigkeiten oder deren Ergebnisse festlegt, wobei ein optimaler Ordnungsgrad in einem gegebenen Zusammenhang angestrebt wird (ANMERKUNG Normen sollten auf den gesicherten Ergebnissen von Wissenschaft, Technik und Erfahrung basieren und auf die Förderung optimaler Vorteile für die Gesellschaft abzielen).“
Bei Normen handelt es sich um freiwillige Standards, die in Normungsgremien (Komitees), die von Austrian Standards International betreut und erarbeitet werden. ÖNORMen werden entweder durch interessierte Kreise angeregt oder im Rahmen der europäischen und internationalen Normung (z. B. EN, CENELEC, ISO, ISO/IEC, IEC) als nationale ÖNORM übernommen. ÖNORMen werden von Austrian Standards International als Medieninhaber und Hersteller lediglich herausgegeben, für den Inhalt ist das fachlich zuständige Komitee verantwortlich. Das zuständige Komitee wird auf dem Titelblatt jeder ÖNORM ausgewiesen.

## Arten von Normen
EN 45020 definiert die folgenden Arten von Normen: Grund- oder Basisnorm, Terminologienorm, Prüfnorm, Produktnorm, Verfahrensnorm, Dienstleistungsnorm, Schnittstellen-/Interfacenorm, Norm für anzugebende Daten/Deklarationsnorm, weiters gibt es die Arten: Planungsnorm, Konstruktions-, Berechnungs- oder Bemessungsnorm, Werkvertragsnorm und Ausführungs- oder Verarbeitungsnorm.

## Normen-Entwürfe
Jede internationale, europäische und nationale ÖNORM wird vor der finalen Veröffentlichung als ÖNORM zuerst als Norm-Entwurf für eine zuvor festgelegte Frist (üblicherweise sechs Wochen) veröffentlicht. In dieser Phase der öffentlichen Stellungnahme kann jede interessierte Person dazu ihre Meinung abgeben und Verbesserungsvorschläge direkt beim zuständigen Komitee einbringen. Im Normen-Entwurf-Portal von Austrian Standards International können alle verfügbaren Norm-Entwürfe kostenlos eingesehen und online kommentiert werden.

## Herkunft und Bezeichnung von ÖNORMEN
| ÖNORM rein national     | 1.525  |
| ÖNORM EN (incl. EN ISO) | 15.776 |
| ÖNORM ISO               | 213    |
| ÖNORM DIN               | 53     |
| Summe ASI               | 17.567 |
| ÖVE/ÖNORM EN            | 3.634  |
| ÖVE/ÖNORM ETS           | 1.477  |
| Summe ÖVE/ASI           | 5.111  |
| ÖNORM Gesamt            | 22.678 |
| ONR                     | 707    |
| Quelle: ASI             |        |

### Nationale Normen
Bei einer nationalen ÖNORM handelt es sich um eine Norm, die in dem fachlich zuständigen Komitee erarbeitet und von Austrian Standards veröffentlicht wurde, bzw. um eine übernommene Europäische Norm. Bei der Bezeichnung nationaler ÖNORMen wird unterschieden in:
- 1) „rein österreichische Normen“[5], die in Österreich erarbeitet wurden, oder
- 2) „übernommene Normen“[5], die ursprünglich von einer europäischen, internationalen oder anderen ausländischen Normungsorganisation erarbeitet und in der Folge von Austrian Standards in das österreichische Normenwerk übernommen wurden.

Österreichische Normen werden als ÖNORM ohne Zusatz bezeichnet. Es gibt keine gängigen Abkürzungen dafür.
Die Gliederungen nationaler rein österreichischer ÖNORMEN werden mit einem Buchstaben bezeichnet. Es gibt folgende Normengruppen:
- A – Allgemeine Normen
- B – Bauwesen
- C – Chemie
- D – Dienstleistungen
- E – Elektrotechnik
- F – Feuerlösch- und Rettungswesen
- G – Grundstoffe
- H – Haustechnik
- K – Krankenhauseinrichtungen und Gesundheitswesen
- L – Land- und Forstwirtschaft
- M – Maschinenbau
- N – Nahrungsmittel
- O – Optik
- S – Sonstige Normengebiete
- V – Verkehrswesen
- Z – Arbeitssicherheitstechnik

Die Nomenklatur sieht vierstellige Normnummern vor
- z. B. ÖNORM M 6230

Mehrteilige Normen werden durch die Verwendung angehängter Nummern unterschieden. Die Nummer des Normteiles wird nach der eigentlichen Nummer der ÖNORM notiert,
- z. B. ÖNORM B 3800-1

Das Ausgabejahr (vollständig: das Ausgabedatum) einer Norm wird nach einem Doppelpunkt angefügt, um eine Norm eindeutig zu identifizieren.
- z. B. ÖNORM M 6230:2018

Für ein  vollständiges Zitat einer ÖNORM sollte auch der Titel angegeben werden:
- z. B.ÖNORM M 6230:2018 - Badegewässer - Anforderungen an die Wasserqualität, Untersuchung und Bewertung[6]

1. mit der Markenbezeichnung ÖNORM
2. mit der Bezeichnung der Normengruppe (z. B. A oder B oder …)
3. mit einer vierstelligen Nummer
4. mit dem Ausgabejahr oder alternativ mit dem Ausgabedatum

Weitere Beispiele für nationale, rein österreichische ÖNORMEN:
- z. B. ÖNORM B 2110:2013 – Allgemeine Vertragsbestimmungen für Bauleistungen – Werkvertragsnorm
- z. B. ÖNORM B 2501:2016 – Entwässerungsanlagen für Gebäude und Grundstücke – Planung, Ausführung und Prüfung – Ergänzende Richtlinien zu ÖNORM EN 12056 und ÖNORM EN 752
- z. B. ÖNORM D 2040:2014 – Reinigungsleistungen – Ausbildungen und Ausbildungsstätten in der Denkmal-, Fassaden- und Gebäudereinigung sowie Hausbetreuung
- z. B. ÖNORM F 3072:2011 – Planung, Projektierung, Installation, Inbetriebnahme und Instandhaltung von Wasserlöschanlagen
- z. B. ÖNORM L 1122:2011 – Baumkontrolle und Baumpflege
- z. B. ÖNORM S 2000:2016 – Abfallwirtschaft – Benennungen und Definitionen
- z. B. ÖNORM V 1318:2015 – Lärmschutzeinrichtungen an Straßen – Vorschriften – Regeln zur Umsetzung der ÖNORM EN 14388

### Europäische Normen
Europäische Normen werden beim Europäischen Komitee für Normung (CEN) im Kreise aller CEN Mitglieder erarbeitet. Das nationale Normungsinstitut ist jeweils Mitglied bei CEN und ermöglicht die Mitarbeit von nationalen Fachexperten in der europäischen Normung. Eine Europäische Norm wird nicht als reine „EN“ veröffentlicht, daher ist eine EN Norm von CEN (z. B. EN 1400) im Unterschied zu ISO Standards sowohl bei CEN direkt und auch bei den nationalen Normungsinstituten käuflich nicht erhältlich.
Europäische Normen müssen von den nationalen Normungsinstituten übernommen werden (Übernahmeverpflichtung). Entsprechende nationale rein österreichische Normen müssen zurückgezogen (Zurückziehungsverpflichtung) oder dahingehend überarbeitet werden, dass keine Inhalte die bereits in europäischen Standards (EN, EN ISO) festgelegt wurden, mehr enthalten sind. Die Veröffentlichung Europäischer Normen erfolgt über die nationalen Normungsinstitute in den drei Sprachen englisch, französisch und deutsch. Vor der finalen Veröffentlichung wird gleichfalls zuerst ein Norm-Entwurf veröffentlicht. Die Bezeichnung einer EN Norm besteht aus der nationalen Normenbezeichnung ÖNORM und der europäischen Bezeichnung EN sowie einer ein- bis fünfstelligen Nummer, d. h. ÖNORM EN:
- z. B. ÖNORM EN 1:2007 – Heizöfen für flüssige Brennstoffe mit Verdampfungsbrennern und Schornsteinanschluss (konsolidierte Fassung)
- z. B. ÖNORM EN 71-1:2015 – Sicherheit von Spielzeug – Teil 1: Mechanische und physikalische Eigenschaften
- z. B. ÖNORM EN 349:2008 – Sicherheit von Maschinen – Mindestabstände zur Vermeidung des Quetschens von Körperteilen
- z. B. ÖNORM EN 1730:2012 – Möbel – Tische – Prüfverfahren zur Bestimmung der Standsicherheit, Festigkeit und Dauerhaltbarkeitn
- z. B. ÖNORM EN 15288-2:2009 – Schwimmbäder – Teil 2: Sicherheitstechnische Anforderungen an den Betrieb

Ein europäischer EN ISO Standard basiert auf einer Zusammenarbeit zwischen dem Europäischen Komitee für Normung (CEN) und der Internationale Organisation für Normung (ISO) unter dem Vienna Agreement (deutsch Wiener Vereinbarung). Bei dieser Kooperation werden sowohl über CEN die Europäischen Normen als ÖNORM EN ISO (z. B. ÖNORM EN ISO 9001) und als auch über ISO die entsprechenden ISO Standards (ISO 9001) veröffentlicht. Diese ISO Standards sind im Gegensatz zu EN Normen käuflich erwerbbar. Bei einem Projekt unter der Wiener Vereinbarung hat entweder CEN oder ISO die Projektführung bei der Erarbeitung, die jeweils andere Organisation übernimmt die finalisierten Entwürfe und Standards. In Österreich tragen europäischen Normen die Bezeichnung ÖNORM EN und ÖNORM EN ISO:
- z. B. ÖNORM EN 16775:2016 – Sachverständigentätigkeiten – Allgemeine Anforderungen an Sachverständigenleistungen
- z. B. ÖNORM EN 1610:2015 – Einbau und Prüfung von Abwasserleitungen und -kanälen

- z. B. ÖNORM EN ISO 9001:2015 –  Qualitätsmanagementsysteme – Anforderungen (ISO 9001:2015)
- z. B. ÖNORM EN ISO 14001:2015 – Umweltmanagementsysteme – Anforderungen mit Anleitung zur Anwendung (ISO 14001:2015)

### Veröffentlichung Europäischer Normen in anderen Ländern
Europäischen Normen, die in anderen Ländern veröffentlicht wurden, sind im normativen europäischen Kern inhaltlich gleichlautend. Das europäische normative Kerndokument ist an dem dreisprachigen CEN Deckblatt erkennbar, dieses ist dem nationalen Deckblatt nachgereiht. Von den nationalen Normungsinstituten dürfen lediglich informative nationale Vorwörter oder Anhänge in den Normen ergänzt werden, der europäische Inhalt darf nicht verändert werden.
- Österreich: z. B. ÖNORM EN 1400:2014 – Artikel für Säuglinge und Kleinkinder – Schnuller für Säuglinge und Kleinkinder – Sicherheitstechnische Anforderungen und Prüfverfahren

Beispiele für die verpflichtende Übernahme der EN 1400 durch nationale Normungsorganisationen in europäischen Ländern:
- Deutschland: z. B. DIN EN 1400:2014 – Artikel für Säuglinge und Kleinkinder – Schnuller für Säuglinge und Kleinkinder – Sicherheitstechnische Anforderungen und Prüfverfahren; Deutsche Fassung EN 1400:2013+A1:2014
- Großbritannien: z. B. BS EN 1400:2013+A1:2014 – Child use and care articles. Soothers for babies and young children. Safety requirements and test methods
- Frankreich: z. B. NF EN 1400+A1 Juin 2014 – Articles de puériculture – Sucettes pour nourrissons et jeunes enfants – Exigences de sécurité et méthodes d'essai
- Spanien: z. B. UNE-EN 1400:2013+A1:2014 – Artículos de puericultura. Chupetes para bebés y niños pequeños. Requisitos de seguridad y métodos de ensayo.
- Holland: z. B. NEN-EN 1400:2013+A1:2014 – Artikelen voor zuigelingen en peuters – Fopspenen voor baby's en kleine kinderen – Veiligheidseisen en beproevingsmethoden

### Internationale Normen
Von der Internationalen Organisation für Normung (ISO) werden ISO-Normen bzw. Standards erarbeitet. Die Bezeichnung der Normen erfolgt mit dem Kürzel ISO und einer zwei- bis fünfstelligen Nummer. Es gibt keine verpflichtende Übernahme wie bei Europäischen Normen. ISO Standards können freiwillig durch die fachlich zuständigen technischen Komitees des Austrian Standards International per Beschluss in den nationalen Normenbestand übernommen werden. Austrian Standards selbst kann keine ISO Standards übernehmen. Die Bezeichnung lautet ÖNORM ISO:
- z. B. ÖNORM ISO 21500:2016 –  Leitlinien Projektmanagement (ISO 21500:2012)
- z. B. ÖNORM ISO 128-24:2015  –  Technische Zeichnungen – Allgemeine Grundlagen der Darstellung – Teil 24: Linien in Zeichnungen der mechanischen Technik (ISO 128-24:2014)
- z. B. ÖNORM ISO 6265:2014  –  Alpinski – Bestimmung der Verformungskraft und der Bruchkraft (ISO 6265:2013)

ISO/IEC Standards sind Normen des ISO/IEC JTC 1. Das Joint Technical Committee 1 ist ein gemeinsames technisches Komitee der Internationale Organisation für Normung (ISO) und der International Electrotechnical Commission (IEC). Ziel des JTC 1 ist es, Standards in den Bereichen Informationstechnologie (IT) und Informations- und Kommunikationstechnologie (IKT) zu erarbeiten. Bei einer freiwilligen nationalen Übernahme durch das zuständige Komitee lautet die Bezeichnung dieser Normen: ÖNORM ISO/IEC:
- z. B. ÖNORM ISO/IEC 27013:2017 –  Informationstechnik – IT-Sicherheitsverfahren – Leitfaden für die integrierte Implementierung von ISO/IEC 27001 und ISO/IEC 20000-1 (ISO/IEC 27013:2015)
- z. B. ÖNORM ISO/IEC 27005:2013 –  Informationstechnologie – Sicherheitstechnik – Informationssicherheits-Risikomanagement (ISO/IEC 27005:2011)
- z. B. ÖNORM ISO/IEC 20000-1:2013 –  Informationstechnik – Service Management – Teil 1: Anforderungen für ein Service Management System (ISO/IEC 20000-1:2011)

Auch ISO/IEC Standards werden teilweise als europäische Normen übernommen, die europäische Bezeichnung lautet EN ISO/IEC, die nationale Veröffentlichung in Österreich erfolgt unter ÖVE/ÖNORM EN ISO/IEC:
- z. B. ÖVE/ÖNORM EN ISO/IEC 27000:2017 – Informationstechnik – Sicherheitsverfahren – Informationssicherheits-Managementsysteme – Überblick und Terminologie (ISO/IEC 27000:2016)
- z. B. ÖVE/ÖNORM EN ISO/IEC 27042:2016 – Informationstechnik – IT-Sicherheitsverfahren – Leitfaden für die Analyse und Interpretation digitaler Beweismittel (ISO/IEC 27042:2015)
- z. B. ÖVE/ÖNORM EN ISO/IEC 27038:2016 –  Informationstechnik – IT-Sicherheitsverfahren – Spezifikation für digitales Schwärzen (ISO/IEC 27038:2014)

### Übernahme von DIN-Normen
Normungsgremien von Austrian Standards International können per Beschlussfassung DIN-Normen des Deutschen Instituts für Normung freiwillig als nationale ÖNORMEN übernehmen. Die Veröffentlichung erfolgt durch Austrian Standards. Die Bezeichnung lautet ÖNORM DIN:
- z. B. ÖNORM DIN 33402-2:2006 –  Körpermaße des Menschen – Teil 2: Werte (DIN 33402-2:2005)

### Elektrotechnische Normen
Mit der Bezeichnung „OVE“ und „ÖVE/ÖNORM“ werden elektrotechnische Normen des Österreichischen Verbands für Elektrotechnik (OVE) veröffentlicht.

## ON-Regeln
Eine ON-Regel bzw. ONR des Austrian Standards International ist ein normatives Dokument, welches in einem kürzeren Zeitraum als eine ÖNORM erarbeitet werden kann, das in seinem Entwicklungsprozess nicht alle Anforderungen an eine „klassische“ Norm erfüllen muss und aus dessen Anwendung Erfahrungen für eine mögliche spätere Normung gesammelt werden sollen. Es kann sich auch um ein Dokument handeln, das den Stand einer neuen bzw. sich schnell verändernden Entwicklung dokumentiert. Die Bezeichnung besteht aus ONR und einer fünf- bis siebenstelligen Nummer:
- z. B. ONR 49000:2014 –  Risikomanagement für Organisationen und Systeme – Begriffe und Grundlagen – Umsetzung von ISO 31000 in die Praxis
- z. B. ONR 43001-2:2015 –  Dienstleistungen der Immobilienwirtschaft – Anforderungen an die Qualifikation von Mitarbeitern von Immobilienmaklern – Teil 2: Qualifikationsstufe: Immobilienberater
- z. B. ONR 261264:2015 – Indikatoren für Sicherheits- und Gesundheitsmanagementsysteme
- z. B. ONR 2810006:2004 – Qualitätsmanagementsysteme – Leitfaden für Qualitätsmanagement in Projekten (ISO 10006:2003)